# Římskokatolická farnost Vlasatice
Římskokatolická farnost Vlasatice je územní společenství římských katolíků s farním kostelem svatého Jana Křtitele v obci Vlasatice. Do farnosti spadá také vesnice Nová Ves.

## Historie farnosti
Kostel v obci je poprvé zmiňován roku 1276. Většina obyvatel v 16. století přestoupila z římskokatolické církve k luteránství, chrám proto chátral. Nový majitel Vlasatic, hrabě Jeroným Václav Thurn (bratr Jindřicha Matyáše Thurna), sám téhož vyznání, jej nechal na začátku 17. století zbořit a na jeho místě postavit v roce 1610 nový luteránský kostel. Vlasatice od roku 1622 drželi Ditrichštejnové a kostel se stal římskokatolickým. K severní straně lodi byla v roce 1879 přistavěna kaple Božího hrobu.

## Duchovní správci
Administrátorem excurrendo byl od srpna 2012 R. D. Mgr. Jaroslav Svoboda z Pohořelic, který zemřel 21. ledna 2022. Dne 1. srpna 2022 se administrátorem excurrendo stal R. D. Ing. Martin Kohoutek, farář z pohořelické farnosti.

## Bohoslužby
| Kostel                | Místo     | Bohoslužba (den) | Hodina                                    | Poznámka     |
| --------------------- | --------- | ---------------- | ----------------------------------------- | ------------ |
| sv. Jana Křtitele     | Vlasatice | neděle čtvrtek   | 7.00 17.00 (zima)/17.30 (léto) (pro děti) | farní kostel |
| Panny Marie Pomocnice | Nová Ves  |                  |                                           | kaple        |

## Aktivity ve farnosti
Dnem vzájemných modliteb farností za bohoslovce a bohoslovců za farnosti brněnské diecéze je 1. říjen. Adorační den připadá na nejbližší neděli po 12. listopadu.
Ve farnosti se pravidelně pořádá tříkrálová sbírka. V roce 2015 se při ní vybralo 17 245 korun. Při sbírce v roce 2016 činil výtěžek ve Vlasaticích 16 300 korun. V roce 2019 koledníci ve Vlasaticích vybrali 20 961 korun.